# Festival d’Animation Annecy

Logo des Festivals

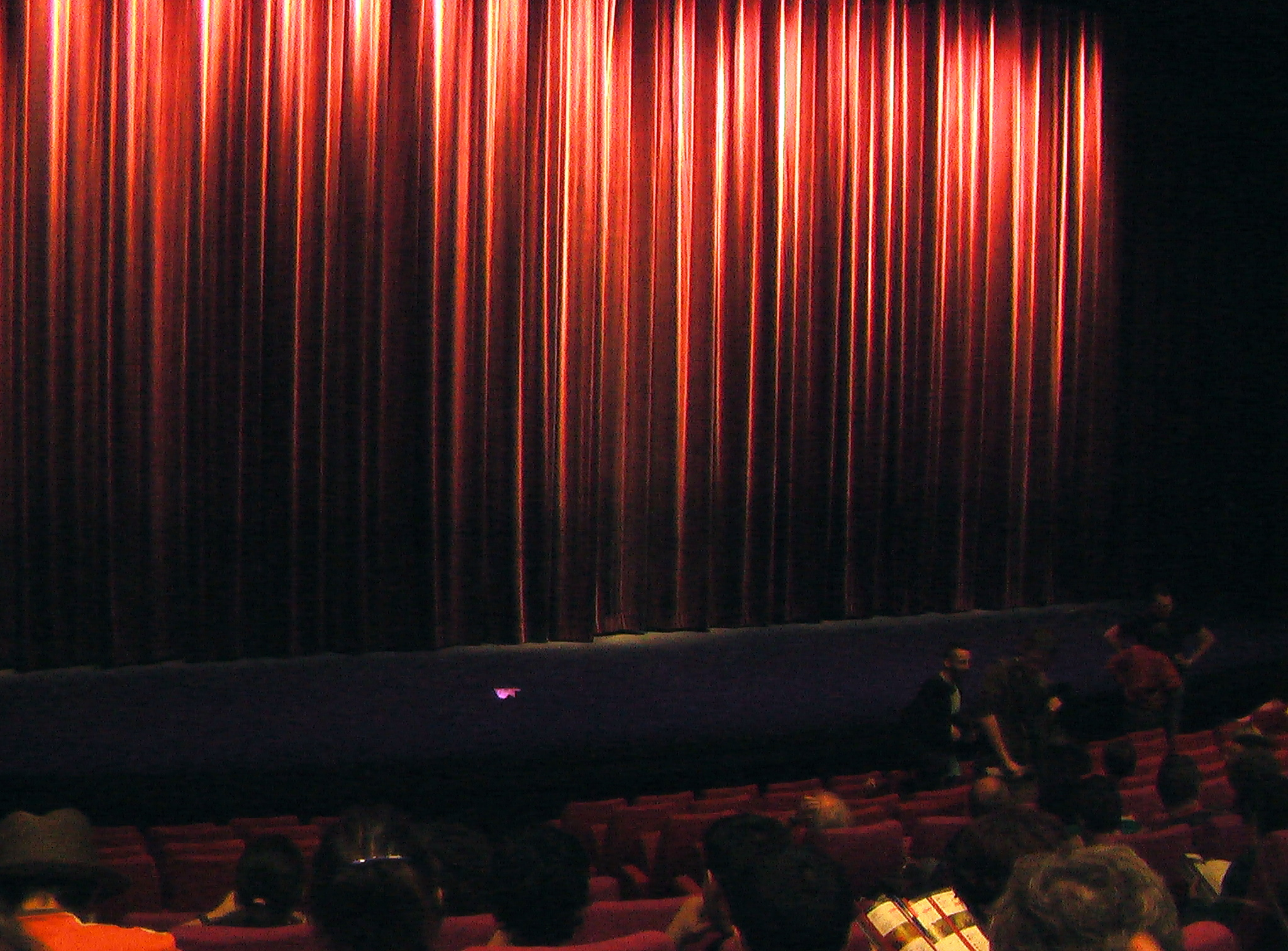
Leinwand im Grande Salle beim Festival d’Animation Annecy 2008

Das Festival d’Animation Annecy ist ein 1960 gegründetes Filmfestival in Annecy, Frankreich. Es gilt als weltweit bedeutendstes und größtes Festival für Animationsfilme.

## Hintergrund
Es ist eines der vier internationalen Trickfilmfestivals, die besonders eng mit der Association internationale du film d’animation (ASIFA) verbunden sind. Beide wurden Anfang der 1960er-Jahre gegründet, um den unabhängigen Animationsfilm international zu präsentieren und zu fördern. Bei der ersten Ausgabe im Jahr 1960 waren unter anderem John Halas, Fjodor Chitruk und Paul Grimault zugegen. Bis 1998 fand es zweijährlich, seitdem jährlich statt.
Die Filme werden derzeit in folgende Kategorien eingeteilt:
- Langfilme
- Kurzfilme
- Filme fürs Fernsehen und Auftragsfilme
- Abschlussarbeiten
- VR-Produktionen

In allen Kategorien werden jedes Jahr mehrere Preise, darunter Jury- und Publikumspreise, vergeben. 2022 wurden insgesamt 28 Auszeichnungen verliehen.

## Cristal du court métrage

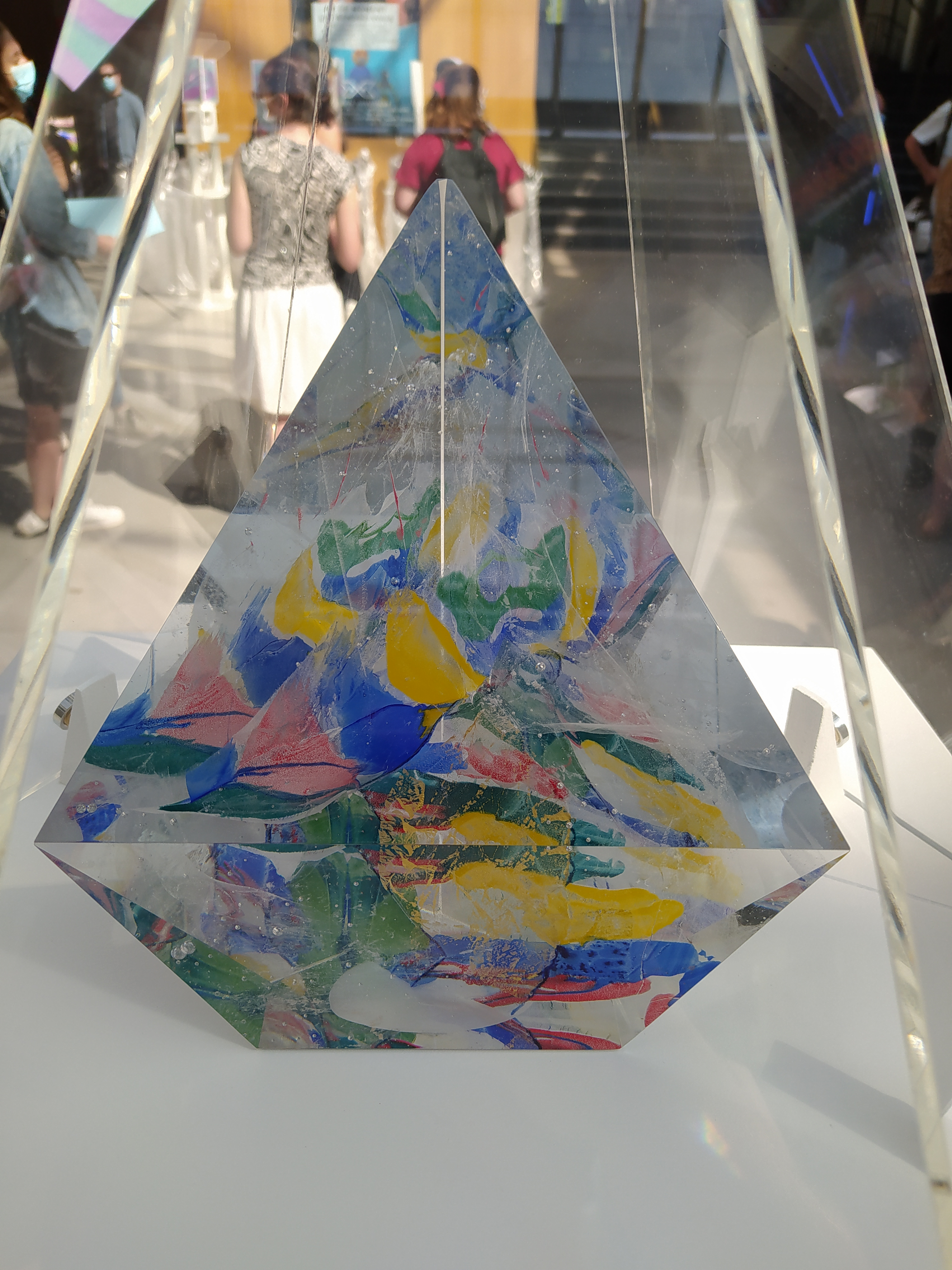
Der Cristal, 2021

Der Cristal du court métrage wird seit Beginn des Festivals 1960 an den besten auf dem Festival gezeigten Kurzfilm vergeben. Von 1960 bis 1993 wurde der Preis als Grand Prix vergeben, von 1995 bis 2002 als Grand prix du court métrage. Zwischen 2003 und 2013 wurde er Cristal d’Annecy genannt, seine heutige Bezeichnung hat der Preis seit 2014.
| Jahr | Film                                                           | Regie                              |
| ---- | -------------------------------------------------------------- | ---------------------------------- |
| 1960 | Lev a písnička                                                 | Břetislav Pojar                    |
| 1962 | The Flying Man                                                 | George Dunning                     |
| 1963 | Spatne namalovaná slepice                                      | Jiří Brdečka                       |
| 1965 | La demoiselle et le violoncelliste                             | Jean-François Laguionie            |
| 1967 | Krotitelj Divlijih Konja                                       | Nedeljko Dragić                    |
| 1967 | Breath                                                         | Jimmy T. Murakami                  |
| 1967 | Klatki                                                         | Mirosław Kijowicz                  |
| 1967 | Ares Contre Atlas                                              | Manuel Otéro                       |
| 1971 | The Further Adventures of Uncle Sam: Part Two                  | Robert Mitchell, Dale Case         |
| 1971 | Apel                                                           | Ryszard Czekała                    |
| 1971 | Die Braut (Nevesta)                                            | Borislav Šajtinac                  |
| 1973 | Frank Film                                                     | Frank Mouris                       |
| 1975 | Le pas                                                         | Piotr Kamler                       |
| 1977 | David                                                          | Paul Driessen                      |
| 1977 | Le château de sable                                            | Co Hoedeman                        |
| 1979 | Mr. Pascal                                                     | Alison de Vere                     |
| 1979 | Afterlife                                                      | Ishu Patel                         |
| 1981 | Tango                                                          | Zbigniew Rybczyński                |
| 1983 | Tücken des Gesprächs (Možnosti dialogu)                        | Jan Švankmajer                     |
| 1985 | Een Griekse tragedie                                           | Nicole Van Goethem                 |
| 1987 | Der Mann, der Bäume pflanzte (L’homme qui plantait des arbres) | Frédéric Back                      |
| 1987 | Smatchkan Sviat                                                | Boyko Kanev                        |
| 1989 | The Hill Farm                                                  | Mark Baker                         |
| 1991 | Seriy Volk i Krasnaïa Chapotchka                               | Garri Bardine                      |
| 1993 | Le fleuve aux grandes eaux                                     | Frédéric Back                      |
| 1995 | Switchcraft                                                    | Konstantin Bronsit                 |
| 1997 | Die alte Dame und die Tauben (La vieille dame et les pigeons)  | Sylvain Chomet                     |
| 1998 | Nachtfalter (Nachtvlinders)                                    | Raoul Servais                      |
| 1999 | When the Day Breaks                                            | Wendy Tilby, Amanda Forbis         |
| 2000 | The Old Man And The Sea                                        | Alexander Petrow                   |
| 2001 | Father and Daughter                                            | Michaël Dudok De Wit               |
| 2002 | Barcode                                                        | Adriaan Lokman                     |
| 2003 | Atama-yama                                                     | Kōji Yamamura                      |
| 2004 | Lorenzo                                                        | Mike Gabriel                       |
| 2005 | The Mysterious Geographic Explorations of Jasper Morello       | Anthony Lucas                      |
| 2006 | Histoire tragique avec fin heureuse                            | Regine Pessoa                      |
| 2007 | Peter & the Wolf                                               | Suzie Templeton                    |
| 2008 | Tsumiki no ie                                                  | Kunio Katō                         |
| 2009 | Slavar                                                         | Hanna Heilborn, David Aronowitsch  |
| 2010 | The Lost Thing                                                 | Andrew Ruhemann, Shaun Tan         |
| 2011 | Pixels                                                         | Patrick Jean                       |
| 2012 | Tram                                                           | Michaela Pavlátová                 |
| 2013 | Tricks des Unterbewusstseins (Subconscious Password)           | Chris Landreth                     |
| 2014 | Man on the Chair                                               | Jeong Dahee                        |
| 2015 | We Can’t Live Without Cosmos                                   | Konstantin Bronsit                 |
| 2016 | Une tête disparaît                                             | Franck Dion                        |
| 2017 | The Burden                                                     | Niki Lindroth von Bahr             |
| 2018 | Bloeistraat 11                                                 | Nienke Deutz                       |
| 2019 | Mémorable                                                      | Bruno Collet                       |
| 2020 | Physique de la tristesse                                       | Theodore Ushev                     |
| 2021 | Écorce                                                         | Samuel Patthey, Silvain Monney     |
| 2022 | Amok                                                           | Balázs Turai                       |
| 2023 | Drijf                                                          | Levi Stoops                        |
| 2024 | Percebes                                                       | Alexandra Ramires, Laura Gonçalves |
| 2025 | Les Bottes de la nuit                                          | Pierre-Luc Granjon                 |

## Cristal du long métrage
Der beste Langfilm wird seit 1985 mit dem Cristal du long métrage ausgezeichnet.
| Jahr | Film                                                          |
| ---- | ------------------------------------------------------------- |
| 1985 | Daliás idők                                                   |
| 1987 | When the Wind Blows                                           |
| 1989 | Něco z Alenky                                                 |
| 1991 | Robinson et compagnie                                         |
| 1993 | Kurenai no buta                                               |
| 1995 | Heisei tanuki gassen Pompoko                                  |
| 1997 | James and the Giant Peach                                     |
| 1998 | I married a strange person!                                   |
| 1999 | Kirikou et la Sorcière                                        |
| 2001 | Mutant Aliens                                                 |
| 2002 | Mari Iyagi                                                    |
| 2003 | My Life as McDull                                             |
| 2004 | Oseam                                                         |
| 2005 | Nyócker!                                                      |
| 2006 | Renaissance                                                   |
| 2007 | Slipp Jimmy fri                                               |
| 2008 | Sita Sings the Blues                                          |
| 2009 | Coraline und Mary and Max                                     |
| 2010 | Fantastic Mr. Fox                                             |
| 2011 | Le Chat du rabbin                                             |
| 2012 | Crulic – Drumul spre dincolo                                  |
| 2013 | Uma História de Amor e Fúria                                  |
| 2014 | O Menino e o Mundo                                            |
| 2015 | Avril et le Monde truqué                                      |
| 2016 | Ma vie de Courgette                                           |
| 2017 | Yoake tsugeru lu no uta                                       |
| 2018 | Funan                                                         |
| 2019 | J’ai perdu mon corps                                          |
| 2020 | Calamity, une enfance de Martha Jane Cannary                  |
| 2021 | Flee                                                          |
| 2022 | Le Petit Nicolas : Qu’est-ce qu’on attend pour être heureux ? |
| 2023 | Linda veut du poulet !                                        |
| 2024 | Memoir of a Snail                                             |
| 2025 | Arco                                                          |

## Contrechamp
Seit 2019 wird der Prix Contrechamp (Gegenschuss-Preis) für Langfilme verliehen.
| Jahr | Filmtitel international         | Regie, Produktionsland und -jahr    |
| ---- | ------------------------------- | ----------------------------------- |
| 2019 | Away                            | Gints Zilbalodis, LV 2019           |
| 2020 | My Favourite War                | Ilze Burkovska Jacobsen, LV/NO 2020 |
| 2021 | Bob Spit: We Do Not Like People | Cesar Cabral, BR 2021               |
| 2022 | Ikuta no Kita                   | Kōji Yamamura, JP 2021              |
| 2023 | Robot Dreams                    | Pablo Berger, ES/FR 2023            |
| 2024 | El sueño de la sultana          | Isabel Herguera, ES/DE 2023         |
| 2025 | Endless Cookies                 | Seth und Pete Scriver, CA 2025      |